# 風鈴

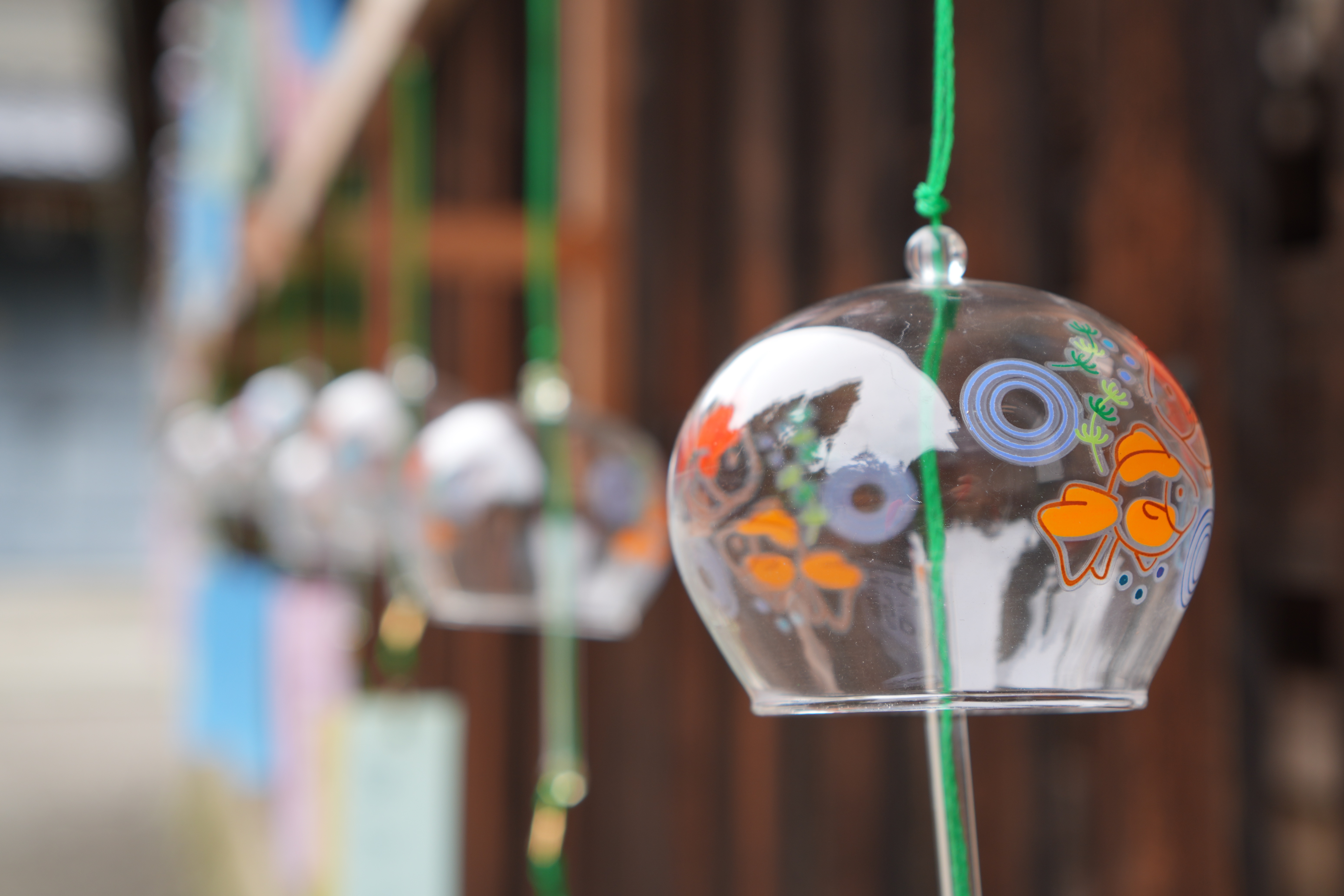
神社にかけられたガラス製の風鈴（滋賀県大津市　萱野神社）

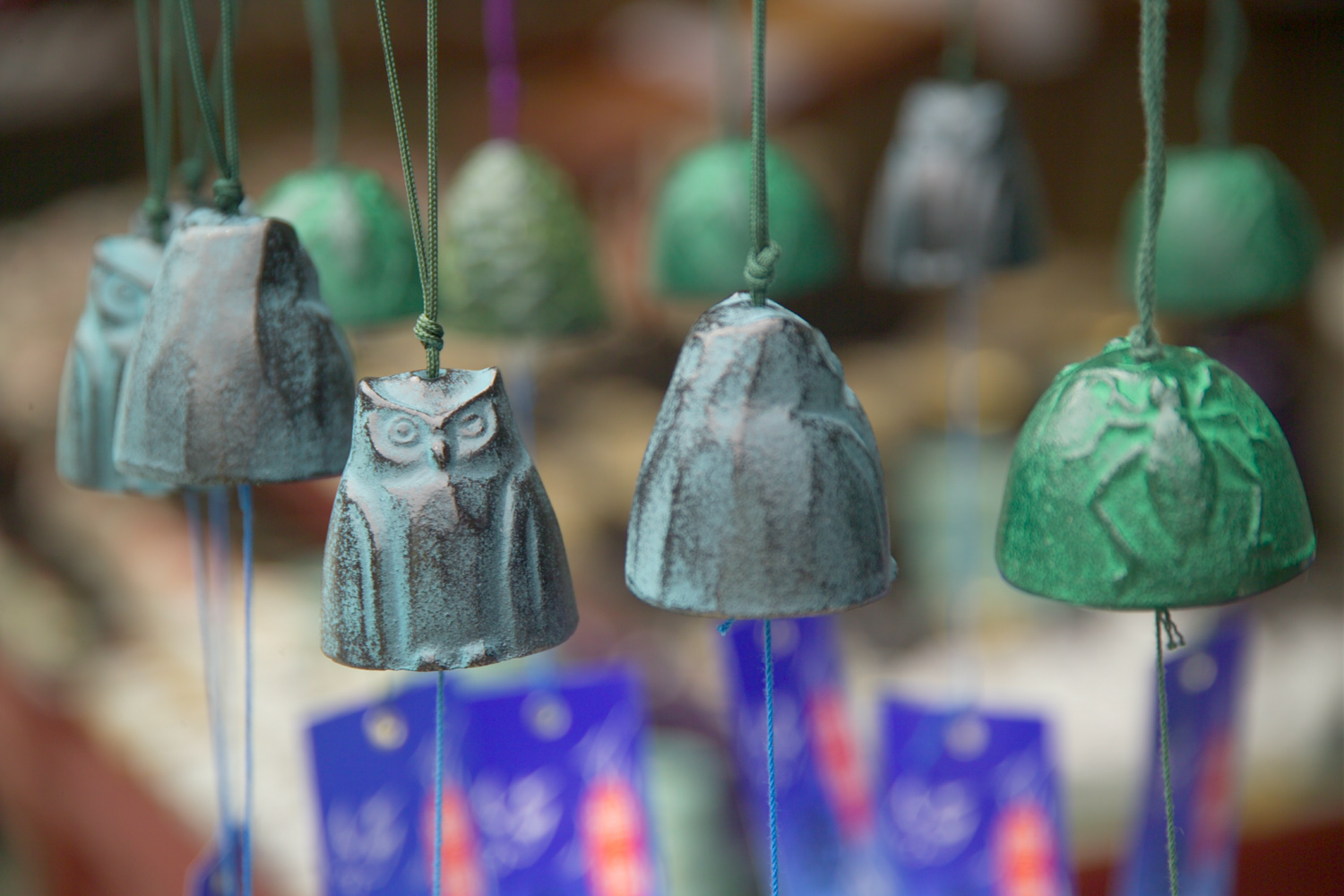
売られている金属製の風鈴

風鈴（ふうりん）とは、日本の夏に家の軒下などに吊り下げて用いられる小型の鐘鈴。風によって音が鳴るような仕組みになっている。

## 概要
金属・ガラスなどで手のひらに収まるくらいの大きさのお椀型をした外身を作り、それを逆さにして開口部を下向きに吊り下げられるように外側に紐をつける。内側には舌（ぜつ）と呼ばれる小さな部品を紐で吊り下げ、その紐の先には短冊を付けて風をよく受けるようにしてある。
短冊が風を受けて舌（ぜつ）を揺らし、舌が外身に当たって音を鳴らす。一般的な風鈴とは構造が異なるが、ぶら下げた火箸（鋼の棒）を利用した火箸風鈴や、ぶら下げた備長炭を利用した風鈴もある。
音は外身と舌の材質になどに左右されるが、日本では一般に涼しげな音と表現されてきた音である。秋を知らせるスズムシなどの虫の声とも似ている。冷房のなかった時代に日本のむしむしとした湿気の多い暑い夏をやり過ごすため、日本人は風鈴の音を聞くことに涼しの風情を感じてきた。
ガラス製の風鈴には絵付けされているものが多く、花火、トンボ、朝顔、金魚などを図案が定番になっているが、元々は魔除けのためのものであったため赤色に塗られていた。
日本では夏の風物詩の一つとなっている。

## 歴史

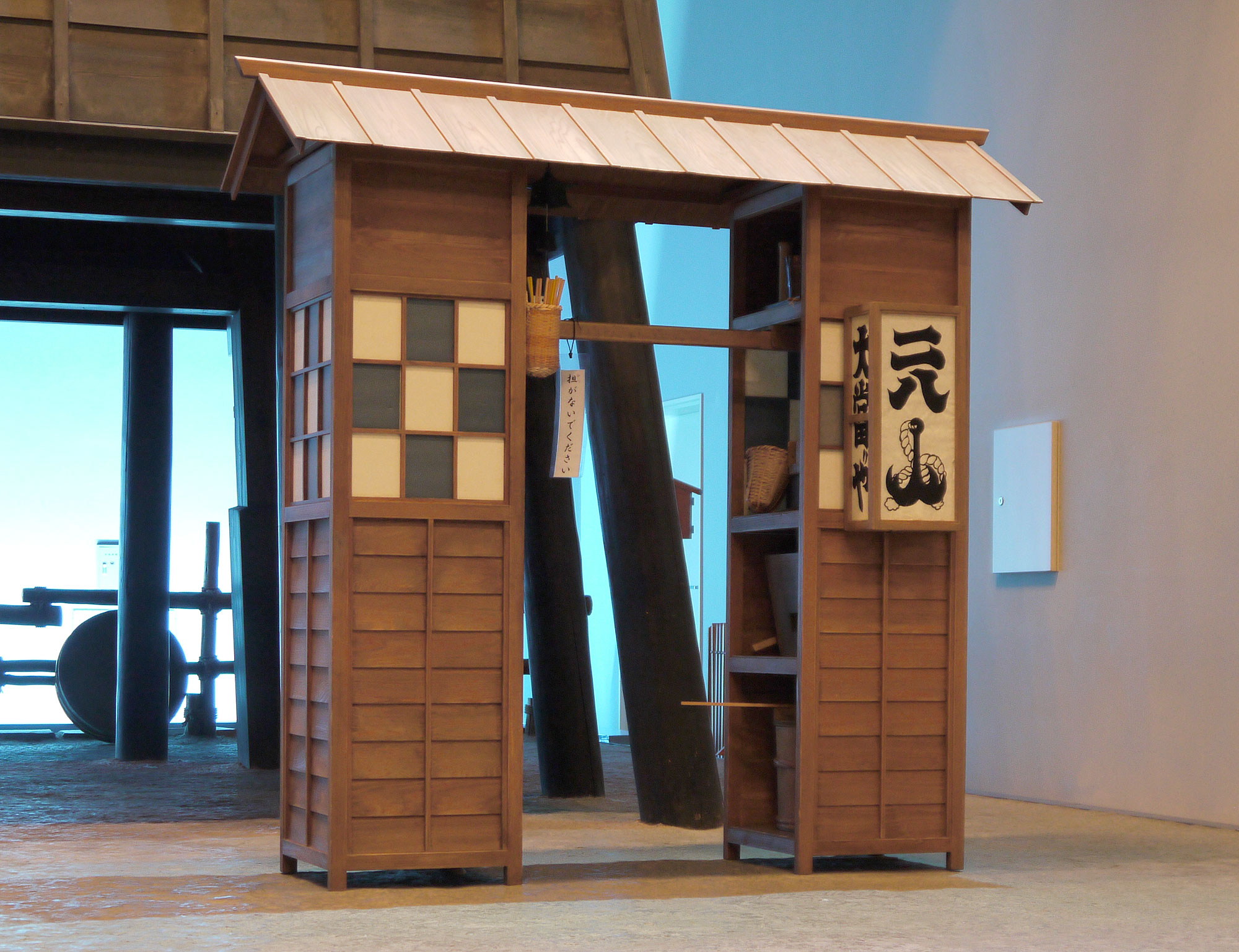
江戸後期の「風鈴蕎麦」。風鈴を鳴らしながら商いを行った。（深川江戸資料館）

風鈴の起源は約2000年前の中国で竹林に吊り下げて風の向きや音の鳴り方によって吉凶を占った「占風鐸」であるといわれている。これを僧侶が日本に持ち帰ったものが青銅製の「風鐸」で寺の仏堂の四隅や仏塔に吊るすようになり、ガランガランという鈍い音には厄除けの効果があって、この音が聞こえる範囲は災いが起こらないといわれた。平安時代から鎌倉時代にかけ貴族の屋敷でも軒先に魔除けとして風鐸を吊るしたことがあったといわれており、風鈴に呪術的な意味もあったほか権力の象徴でもあった。また、奈良県明日香村にある飛鳥寺では8世紀初頭のものとみられる風鐸の破片が発見されている。
この「風鐸」は大きなものだったが徐々に小型化していった。「風鈴」の名は一説には法然が「ふうれい」と名付けたことに由来する。「風鈴」という表記は鎌倉末期に作られたとされる国宝『法然上人行状絵図』に「極楽の七重宝樹（しちじゅうほうじゅ）の風のひびきをこひ、八功徳池（はっくどくち）のなみのをとをおもひて、風鈴を愛して」とある。これが後に「ふうりん」と読まれるようになった。江戸時代に書かれた『嬉遊笑覧』（1830年）によると、法然の弟子が風鈴を好んで持ち歩いたといい、鎌倉時代には風鐸が小振りの風鈴として普及していたとしている。
風鈴の素材はもとは鉄や銅など金属製のものだった。ガラス製の風鈴が現れるのは江戸中期以降のことである。無色透明ガラスの製法が18世紀にオランダ経由で日本に伝わると、19世紀には江戸でガラス細工が盛んになり、江戸時代末期にはビイドロ製の吹きガラスで作られた風鈴が江戸で流行を見せた。なお、江戸時代に屋台の蕎麦屋が季節を問わず屋台の四隅に風鈴をぶらさげ「風鈴そば」として売り出すことが行われた。これは衛生的でタネモノを加えたそば屋であることを示すためのものだった。明治時代には町で風鈴を売り歩く「風鈴売り」もみられた。大正期には岩手県の名産である南部鉄器の産地で鉄製の風鈴が作られるようになった。

## 各地の風鈴

### 工芸品
鉄製のものには、岩手県の伝統工芸南部鉄器でできた南部風鈴がある。銅製のものとしては、富山県の伝統産業高岡銅器の真鍮製の高岡風鈴、神奈川県の伝統工芸小田原鋳物の砂張（さはり）製の小田原風鈴がある。金属製のものはリーンと長い音が響く。
ガラス製のものは日本全国にあるが、昭和になってそう名乗りはじめた江戸風鈴が知られている（「江戸風鈴」は登録商標）。琉球ガラス、諏訪ガラスなどでも作られている。中国などで作って輸入しているものも多い。チリンチリンと短い音がする。江戸風鈴や奈良風鈴などの伝統的な風鈴では型を使わず共棹（ともざお）と呼ばれるガラス管を回転させながら空気を吹き込み本体部分を膨らませる宙吹き（ちゅうぶき）と呼ばれる技術があり、宙吹きで作られた風鈴は一つずつ手作りのため同じ音色の風鈴はないといわれている。
兵庫県姫路の伝統工芸である明珍火箸を風鈴として使うように作った火箸風鈴というものもある。二組（四本）の火箸を吊るしてその中央に舌を下げてお互いにぶつかりあうようにしたものである。
また、沖縄などでは貝殻を用いた貝殻風鈴も作られている。

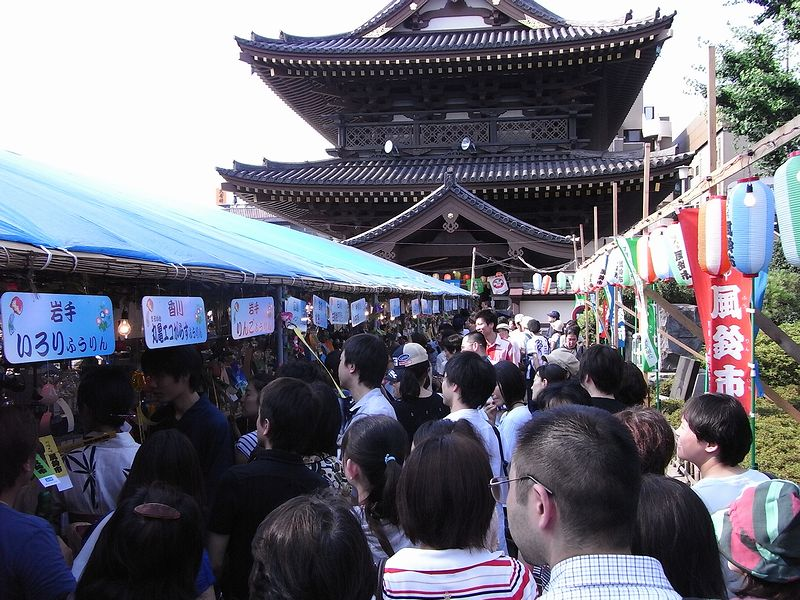
川崎大師風鈴市（2008年7月19日撮影）
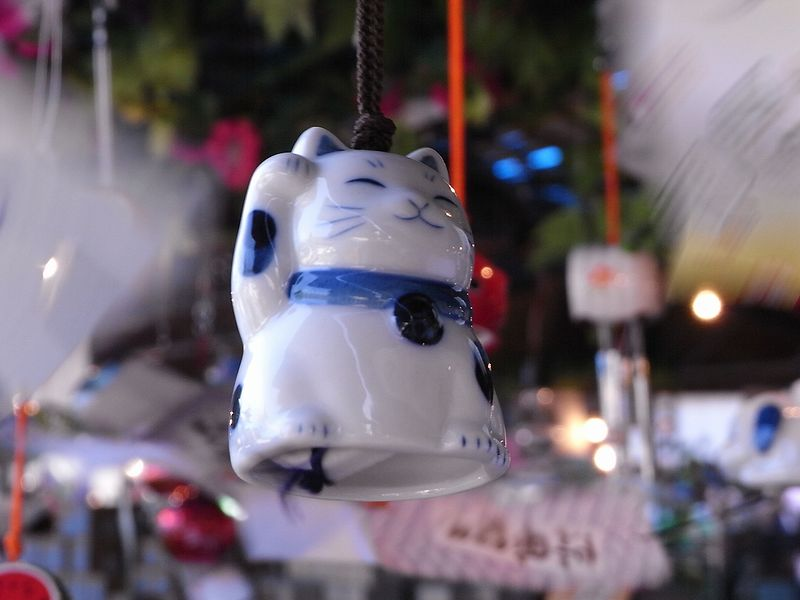
川崎大師風鈴市 天草藍の風鈴（2008年7月19日撮影）
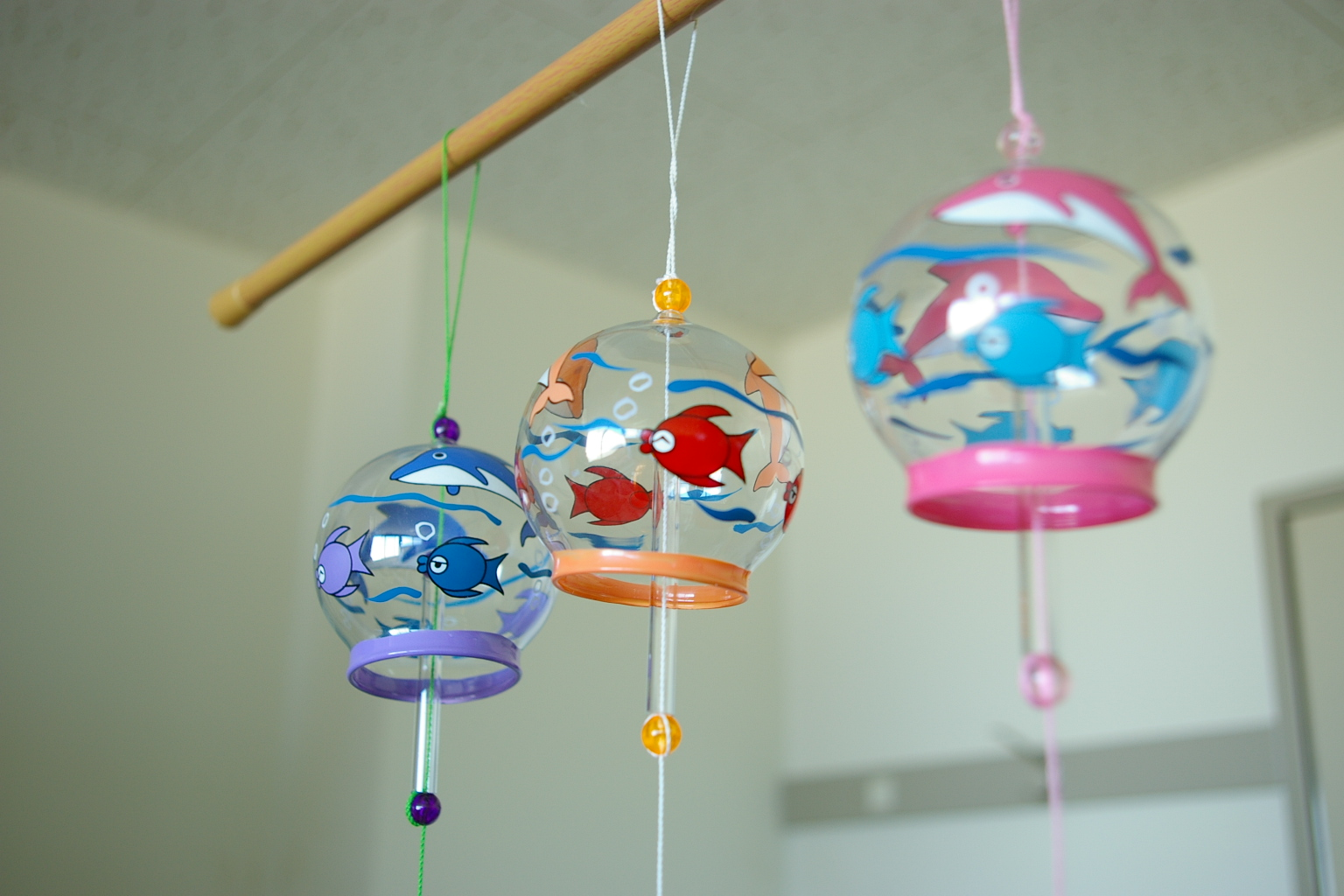
ガラス製の風鈴
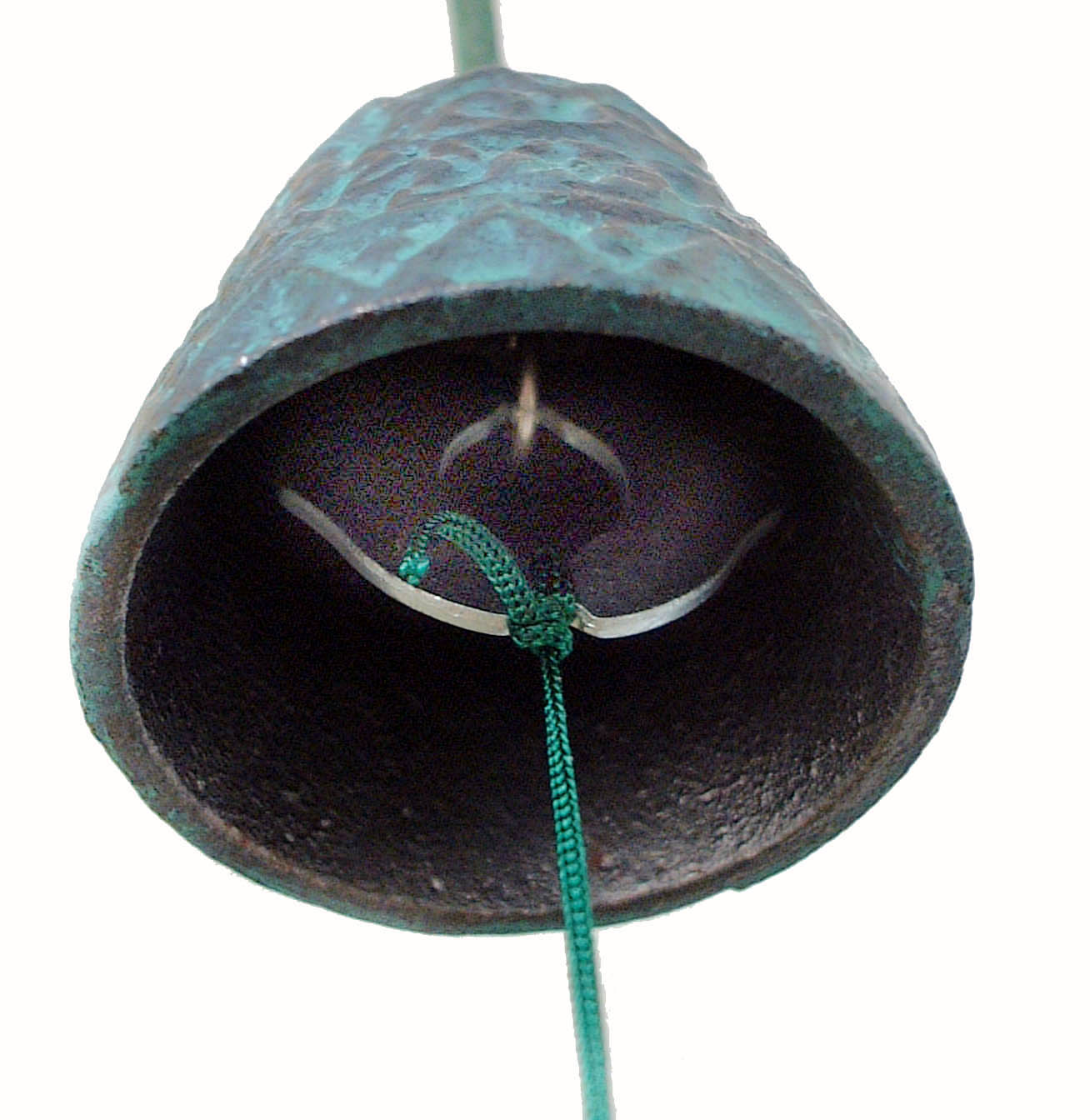
鉄製の風鈴の内部に見える「舌（ぜつ）」

### 風鈴に関する行事
- 奈良県橿原市 - おふさ観音では風鈴まつりが7月初旬〜8月末にかけて行われている。2500を超える全国各地の特徴的な風鈴が吊り下げられ大和の夏の風物詩となっている[9]。
- 川崎大師風鈴市 - 神奈川県の川崎大師の7月の行事。平成23年で16回目で比較的新しい行事であるが。日本各地の風鈴が販売される。平成22年は47都道府県900種類が集まった[10]。
- 浅草寺ほおずき市 - 東京都の浅草寺の7月の行事。風鈴も多数売られ、ほおずき市に風鈴はつきものである。
- 岩手県奥州市の水沢駅では毎年6月から8月にホームにたくさんの風鈴を吊るし、日本の音風景100選に選ばれている[11]。
- 熊谷や岐阜などと並んで猛暑になる群馬県前橋市を走る上毛電鉄では、毎年6月から8月に電車内に風鈴をたくさん吊るして「風鈴電車」（2両1編成に100個の風鈴）として走らせている[12]。
- 三重県伊賀市の伊賀鉄道では夏季に風鈴列車が伊賀上野 - 伊賀神戸間を不定期で走る[13]。

## 風鈴と騒音
現代社会では、宅地、アパート、マンションなど住居が密集している生活環境のため”騒音”として捉えられることもある。トラブルの事例も少なくない。東京都では生活騒音に分類されている。

## 音声・動画
- 日常生活音の中で聞こえる風鈴の音[ヘルプ/ファイル]